# Caulokaempferia phulangkaensis
Caulokaempferia phulangkaensis är en enhjärtbladig växtart som beskrevs av Chayan Picheansoonthon. Caulokaempferia phulangkaensis ingår i släktet Caulokaempferia och familjen Zingiberaceae.
Artens utbredningsområde är Thailand. Inga underarter finns listade i Catalogue of Life.